# Ser-Arendspolder
De Ser-Arendspolder is een polder ten zuidwesten van Ossenisse, die behoort tot de Polders van Hontenisse en Ossenisse.
Vanouds lag hier de Kerckepolder, iets na 1200 gewonnen door de monniken van de Abdij Ten Duinen. In 1530 kwam de polder onder water te staan om in 1710 te worden herdijkt.
Onmiddellijk ten westen van deze langgerekte polder stroomde het Hellegat. Omstreeks 1765 werden twee inlagen ingericht, die door dijkval verloren gingen, waarmee 20 ha van de polder verdween. Een langgerekte polder van 49 ha bleef over. Op 10 april 1953 raakte deze polder tijdelijk overstroomd, als nasleep van de Watersnood van 1953.
De polder heeft een zeewerende dijk van meer dan 2 km. In 1850 kwam een uitwateringskanaal met spuisluis gereed nabij Kampen, en in 1967 kwam het Gemaal Campen gereed.
Tegenwoordig liggen vóór de kust de Platen van Hulst, waarachter het Gat van Ossenisse is te vinden, een vaargeul in de Westerschelde.